# Radio m

Das Logo von radio m

radio m ist die Hörfunkagentur der Evangelisch-methodistischen Kirche, die 1959 als Rundfunkmission (RM) gegründet wurde. Die Agentur produziert christliche Radiobeiträge für die Programme verschiedener Privatradios. Auf ihrer Internetpräsenz bietet sie weitere Audio-Produktionen an.

## Ziele
radio m will mit seinen Produktionen „Nicht-Christen“ erreichen. Dazu zählt die Agentur Hörer, die der Kirche und dem christlichen Glauben fern stehen. Um diesen Personenkreis zu erreichen, setzt die Hörfunkagentur auf verständliche Alltagssprache.

Inhaltlich orientieren sich die Produktionen an alltäglichen Lebenserfahrungen. Die Themen stammen weitgehend aus den Bereichen Kirche und Gesellschaft. Durch Themenauswahl und sprachliche Verständlichkeit sollen sich die Hörer angesprochen fühlen, um sich so mit dem christlichen Glauben auseinanderzusetzen.

Durch die Platzierung der Hörfunkproduktionen bei privaten Radiosendern will die Agentur Hörer erreichen, die mit christlichem Gedankengut an dieser Stelle nicht rechnen. Die Agentur ist als solche für den Hörer nicht erkennbar. Die Produktionen fügen sich in die jeweiligen Programmformate ein. radio m nutzt für seine Arbeit die Drittsenderechte der Kirchen im privaten Rundfunk.
Nach eigener Darstellung macht radio m keine Werbung für eine bestimmte Kirche, sondern orientiert sich in seinem Handeln am allgemeinen christlichen Missionsauftrag.

## Trägerschaft und Finanzierung
Als Hörfunkagentur der Evangelisch-methodistischen Kirche finanziert sich radio m zu einem Teil aus Zuschüssen der Freikirche. Auch der Bund Evangelisch-Freikirchlicher Gemeinden (BEFG) trägt zur Finanzierung der Agentur bei. Größtenteils aber finanziert sich die Arbeit aus Spenden von Einzelpersonen, Gemeinden und Einrichtungen. Kooperationen mit ökumenischen Partneragenturen sowie Dienstleistungen ermöglichen zudem weitere, untergeordnete Einnahmen.

## Geschichte
Rundfunkmission

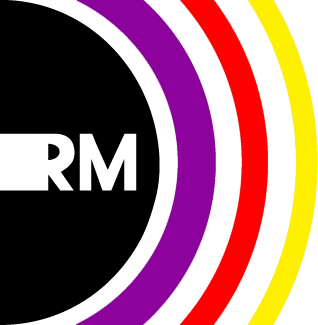
Logo der Rundfunkmission

Die Hörfunkagentur radio m ist aus der „Rundfunkmission“ hervorgegangen. Diese wurde 1959 von Pastor Gustav Bolay gegründet. Er hatte der damaligen Bischöflichen Methodistenkirche die Gründung einer Rundfunkarbeit vorgeschlagen, die sich am 3. November 1959 dafür entschied, diesen „zeitgemäßen Weg der Verkündigung“ des Evangeliums zu gehen. Der Name der Rundfunkmission lautete „Gott ruft dich heut“. Motivation zur Gründung der Rundfunkmission war Bolays Beobachtung und Überzeugung: „Ich sah die Zeit kommen, in der die Menschen nicht mehr so regelmäßig zur Kirche kommen werden. Also muss die Kirche zu den Menschen kommen.“

Die erste methodistische Viertelstunden-Sendung der Rundfunkmission wurde am 7. Januar 1960 um 7 Uhr morgens über Radio Luxemburg ausgestrahlt.

Die dezidierte Anbindung an die Methodistenkirche war das Haupthindernis für eine Zusammenarbeit mit dem ebenfalls 1959 gegründeten Evangeliums-Rundfunk (ERF). Anders entschied sich Pastor Heinz Stoßberg von der damaligen Evangelischen Gemeinschaft, der ebenso mit seinen Sendungen „Halte ein und überlege“ auf Radio Luxemburg präsent war. Im Herbst 1960 brachte er diese in den von ihm mit gegründeten ERF mit ein.

Nach der Vereinigung der Methodistenkirche und der Evangelischen Gemeinschaft zur Evangelisch-methodistischen Kirche in Deutschland (EmK) blieb die Rundfunkmission ein Werk der EmK. Ab 1974, unter der Leitung von Pastor Gerhard Belz, erreichte die Außen- und Innenwirkung der Rundfunkmission ihren Höhepunkt. Über Mittel- und Kurzwellensender im europäischen Ausland wurden die Sendungen der Rundfunkmission bis nach Mittel- und Osteuropa ausgestrahlt.
Der Sitz der Rundfunkmission wurde 1975 von Gebersheim (bei Leonberg) nach Stuttgart-Kaltental verlegt. Hier erfolgte eine intensive, den Hörfunk begleitende Arbeit durch Druckerzeugnisse, Manuskriptversand, Briefseelsorge und einen „Kassettendienst“. Hörer sowie Kirchengemeinden erhielten dadurch Kassetten der Hörfunkproduktionen zur Weitergabe oder zum Einsatz in der Gemeindearbeit. Zusätzlich wurde Ende der 1970er-Jahre mit einer eigenen Musikproduktion begonnen. Zu den erfolgreichsten Sendungen gehörte „Ich möchte mit Ihnen beten“ mit Gerhard Belz. Sie wurde von 1977 bis 1994 monatlich ausgestrahlt.
radio m

Der heutige Name „radio m“ war zunächst Titel einer auf Kurzwelle ausgestrahlten Jugendsendung. Als Mitte der 1980er-Jahre die bundesdeutsche Rundfunklandschaft für private Anbieter geöffnet wurde, war die Evangelisch-methodistische Kirche die einzige größere deutsche Freikirche, die eine eigene Radioarbeit vorweisen konnte.

Lange Zeit war radio m die Privatfunkabteilung der Rundfunkmission. In Abstimmung und im Auftrag der Vereinigung evangelischer Freikirchen betreute sie an verschiedenen Orten freikirchliche Radioteams und Sendeplätze bei den entstehenden Privatsendern.

In Baden-Württemberg gehört radio m seit 1987 mit zu den kirchlichen Hörfunkagenturen (Evangelisches Medienhaus und KIP-Medien), die die Privatradios in diesem Bundesland beliefern. Ebenso gehört radio m zu den Gründungsmitgliedern der Arbeitsgemeinschaft Evangelischer Rundfunk e. V.
1994 zog die damalige Rundfunkmission zusammen mit radio m in das neu errichtete Medienzentrum der Evangelisch-methodistischen Kirche in Stuttgart-Weilimdorf. Hier wurden die Beiträge für die belieferten Privatradios produziert, wobei die Arbeit sich immer stärker professionalisierte und wegführte von einer anfangs stark ehrenamtlich geprägten Radioarbeit.

Radio Luxemburg (Mittelwelle) blieb bis 2008 die wichtigste Partnerstation der originären, eigenständigen methodistischen Radiomission. Eine unattraktive Sendezeit bei gleichzeitig geringer Reichweite sowie hohem Produktionsaufwand führten in diesem Jahr zur Beendigung dieser Produktionen, so dass die Privatfunkarbeit zum alleinigen Arbeitsgebiet der Agentur wurde. Seither trägt die Einrichtung offiziell den Namen radio m. Die Leitung liegt aktuell bei Pastorin Dagmar Köhring.

## Programm
Die Hörfunkagentur beliefert rund 15 lokale und regionale Sendeplätze bei Privatsendern in Baden-Württemberg, Bayern, Niedersachsen und Thüringen sowie als bundesweiten Sender Klassik Radio (Stand: November 2011).

radio m arbeitet mit evangelischen und katholischen Hörfunkagenturen zusammen. Zudem ist radio m Mitglied der Arbeitsgemeinschaft Evangelischer Rundfunk e.V.

Jährlich produziert die Agentur nach eigenen Angaben rund 800 bis 1000 Verkündigungssendungen und journalistische Beiträge mit einer Länge von einer Minute bis zu zweieinhalb Minuten.

## Weitere Aufgabenfelder
Neben den Hörfunkproduktionen für Privatradios gewinnt als weiteres Arbeitsfeld die Internetpräsenz von radio m zunehmend an Bedeutung. Viele Hörfunkbeiträge sind hier zu hören und zu kommentieren. Hinzu kommen ausschließlich fürs Internet produzierte Beiträge wie radio m gespräch und radio m kompakt.

Zudem bietet die Agentur Kirchen und Gemeinden Schulungen für die Durchführung von Gottesdiensten und kirchlichen Veranstaltungen an.